# Luieriu, Mureș
Luieriu, mai demult Lueriu, Luer (în dialectul săsesc Lir, Ler, Lêr, în germană Löhra, Lera, Lehr, în maghiară Lövér) este un sat în comuna Suseni din județul Mureș, Transilvania, România.

## Vezi și
- Biserica de lemn din Luieriu

## Galerie de imagini

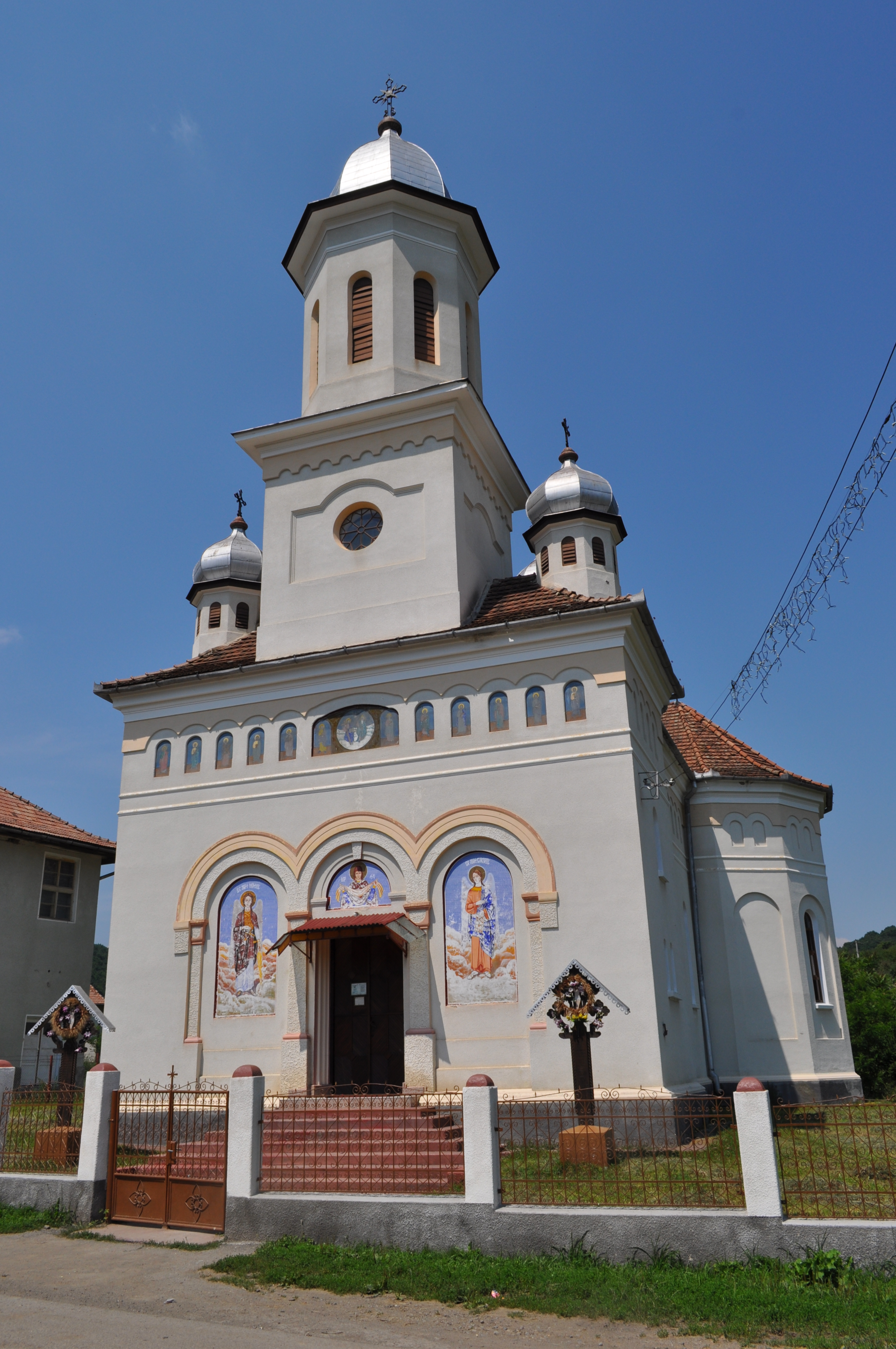
Biserica ortodoxă
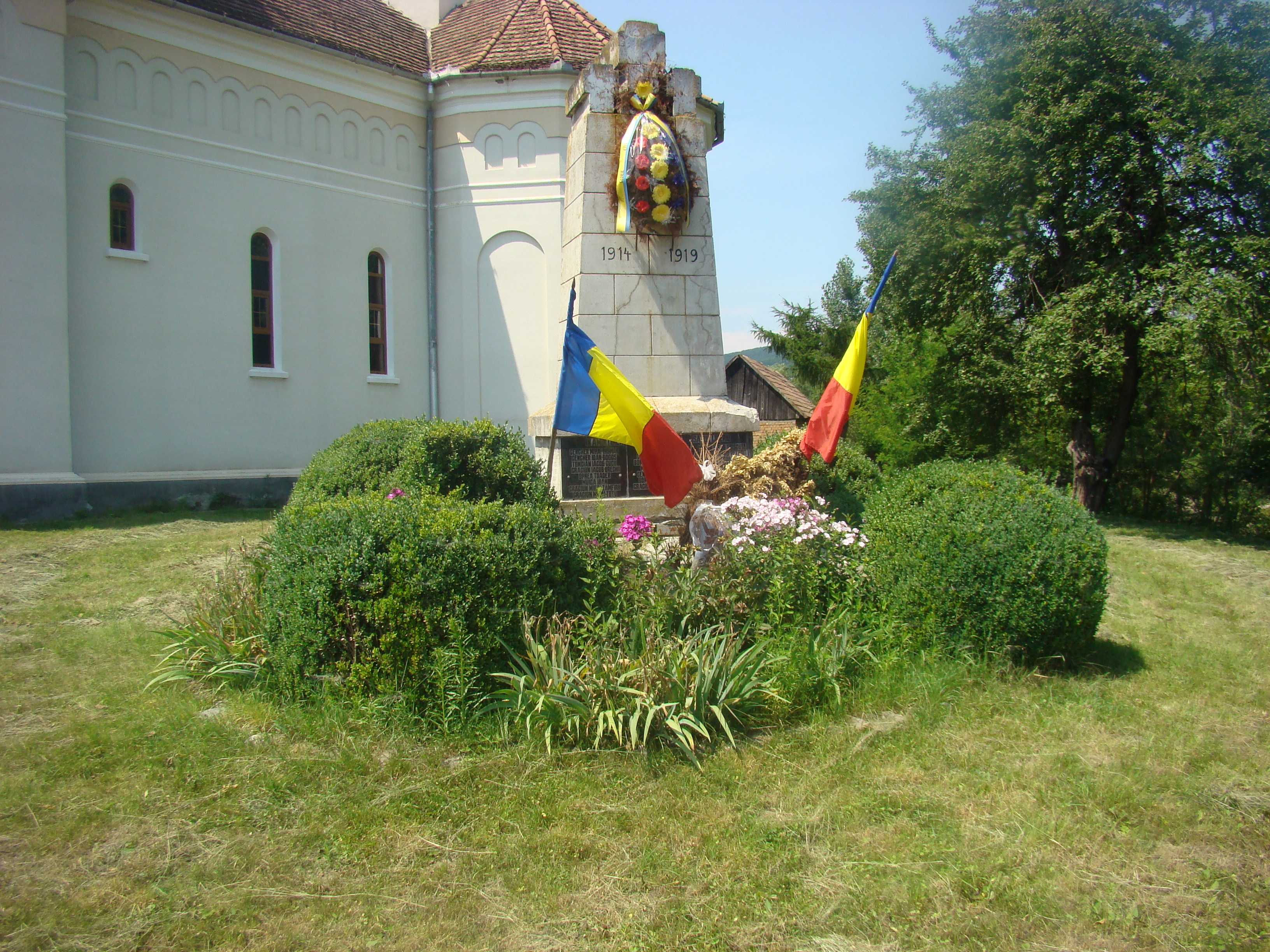
Monumentul Eroilor